# Mechaniker
Ein Mechaniker baut Maschinen, Bauteile und technische Geräte zusammen oder auseinander, ist für deren Wartung oder Reparatur zuständig und überprüft deren Funktionstüchtigkeit.
Die meisten Mechaniker arbeiten im Handwerk, in der Industrie oder auf Schiffen und Ölbohrplattformen. Aufgrund der Vielfalt der Einsatzgebiete ist die Ausbildung zum Mechaniker in einzelne Spezialberufe aufgespalten.

## Beispiele für Mechaniker-Berufe
- Anlagenmechaniker (ehemals Rohrschlosser)
- Bergbautechnologe (ehemals Bergmechaniker, Bergbaumaschinist, Berghauer, Bergknappe, Hauer, Jungbergmann, Kumpel)
- Büromaschinenmechaniker
- Feinmechaniker
- Fluggerätmechaniker (ehemals Flugzeugmechaniker, Metallflugzeugbauer und Triebwerkmechaniker)
- Gießereimechaniker (ehemals Gießer)
- Holzbearbeitungsmechaniker (ehemals Sägewerker)
- Industriemechaniker (ehemals Schlosser)
- Kraftfahrzeugmechaniker
- Konstruktionsmechaniker (ehemals Blechschlosser)
- Maschinenbauer
- Mechaniker für Land- und Baumaschinentechnik
- Mechaniker für Karosserieinstandhaltungstechnik
- Mechaniker für Reifen- und Vulkanisationstechnik
- Modellbaumechaniker (ehemals Modellbauer)
- Polymechaniker (Schweiz)
- Produktionsmechaniker EFZ ist ein Ausbildungsberuf in der Metall- und Elektronikindustrie der Schweiz
- Produktionsmechaniker Textil ist ein Ausbildungsberuf in der Textilindustrie in Deutschland
- Schiffsmechaniker (zusammengeführte Ausbildung der ehem. getrennten Berufe Matrose und Schiffsmaschinist)
- Schneidwerkzeugmechaniker
- Werkzeugmechaniker (ehemals Werkzeugmacher)
- Zerspanungsmechaniker

## Beispiele für erweiterte Mechaniker-Berufe
- Elektromechaniker
- Mechatroniker